# التواتي بن التواتي

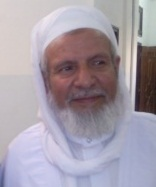
التواتي بن التواتي

الأستاذ الدكتور/ ابن التواتي التواتي (1943/09/01الأغواط) أخذ القرآن الكريم بالزاوية الرحمانية فترة وجيزة جدا عن الشيخ كويسي المبروك. تعلم بمدارس جمعية العلماء المسلمين الجزائريين ثم التحق بجيش التحرير الوطني الجزائري. وبعد الاستقلال أعاد حفظ القرآن عن الشيخ غالم محمود عمل في حقل التربية والتعليم أكثر من 36 سنة وفي مختلف الأطوار التعليمية (الابتدائي، المتوسط، الثانوي). درس أكثر من 14 سنة ولا يزال بجامعة عمار ثليجي بالأغواط؛ وأشرف على العديد من المذكرات العلمية. يشغل حاليا منصب أستاذ محاضر مشارك، ومكلف من طرف مديرية الشؤون الدينية بالإمامة وتقديم الدروس والمحاضرات بمساجد الولاية.
متحصل على شهادة الليسانس في الحقوق، وشهادة الليسانس في اللغة العربية وآدابها، وحائز على شهادة الماجستير في النحو العربي وأصوله بدرجة مشرف جدا، وعلى شهادة الدكتوراه في القراءات والدراسات النحوية والأحكام الشرعية.

## مؤلفاته
- المبسط في الفقه المالكي بالأدلة منشورات دار الوعي؛
- القراءات القرآنية وأثارها في النحو العربي والفقه الإسلامي على جوجل الكتب؛
- الأخفش الأوسط وأراؤه النحوية؛
- كتاب الفقه المقارن؛
- محاضرات في أصول النحو؛
- المدارس النحوية؛
- التحفة البهية في القواعد الأصولية؛
- مفاهيم في علم اللسان؛
- المدارس اللسانية في العصر الحديث ومناهجها في البحث على جوجل الكتب

وله كتاب في التفسير موسوم «الدر الثمين في تفسير الكتاب المبين» في 20 مجلدا وهو عبارة عن دروس في التفسير ألقاها المصنف في المساجد.
وله كتاب في أصول الفقه موسوم «شرح التحفة البهية في أصول الفقه» في 3 مجلدات طبع ب: ابن حزم بيروت
وله كتاب آحر موسوم «الفيض القدسي في تفسير آية الكرسي» كتاب من الحجم الصغير.مطبوع
وله كتاب آخر في النحو موسوم «موجز في قواعد العربية» في 3 مجلدات وهو عبارة عن محاضرات في النحو العربي ألقاها على الطلبة في الجامعة.
وله كتاب آخر موسوم «الإنسان في القرآن الكريم» بداية ونهاية.
وله كتاب آخر موسوم:"من أعلام المذهبين: المالكي والإباضي.
وله كتاب آخر موسوم: «موطأ مالك بن أنس، ومسند الربيع» دراسة تقابلية.
وله كتاب آخر موسوم: «إرشاد العلي المنان في معرفة علم الناسخ والمنسوخ في القرآن» تحت الطبع سيظهر قريبا-إن شاء الله تعالى-وهو من أهم الكتب اللازمة لكل مفسر وواعظ وفقيه.

## مواضيع ذات صلة
- قائمة أعلام الجزائريين
- المرجعية الدينية الجزائرية